# Free Jacks de la Nouvelle-Angleterre
Actualités
Le Free Jacks de la Nouvelle-Angleterre (officiellement en anglais : New England Free Jacks) est un club américain de rugby à XV basé à Quincy dans la région de Boston dans le Massachusetts. Créé en 2018, il évolue en Major League Rugby.

## Historique
Afin de développer son implantation sur la moitié Est des États-Unis, la Major League Rugby officialise le 21 septembre 2018 l'arrivée de deux nouvelles franchises basées à Atlanta et Boston à compter de la saison 2020, en plus de l'intégration de celle de New York dès 2019,. La franchise de la région de Boston est officiellement connue en tant que New England Free Jacks.
Pour cette première saison, le club évolue à l'Union Point Sports Complex.
La saison 2020 est tronquée par la pandémie de Covid-19, elle est annulée après cinq journées.
En 2021, les Free Jacks finissent la saison avec 10 victoires et six défaites, ce qui ne leur permet pas de se qualifier pour la phase finale.
En 2022, le bilan est de 13 victoires pour 3 défaites, dont une série record à l'époque de dix victoires consécutives. Ils sont battus en finale de la conférence est par New York (16-24). 
En 2023, les Free Jacks remportent leur premier titre face à San Diego. Ils établissent lors de la 18e journée (contre Houston) leur record d'affluence avec 4766 spectateurs. 

## Identité

### Nom
Le nom des Free Jacks fait référence à la révolution américaine à l'occasion de laquelle les Treize Colonies se sont libérées (en anglais : to free, libérer) du royaume de Grande-Bretagne, symbolisé par leur drapeau surnommé Union Jack. La région de la Nouvelle-Angleterre (en anglais : New England) et son centre culturel Boston furent l'un des centres de la guerre d'indépendance des États-Unis.

### Couleurs et maillots
Les couleurs des Free Jacks sont le bleu marine, le blanc et le rouge, couleurs des Patriots américains.

### Logo
Le logo alternatif des Free Jacks représente la Midnight Ride de Paul Revere en amont des batailles de Lexington et Concord, lanterne à la main, tandis que le logo principal se réduit symboliquement à cette lanterne.

Évolution du logo
Logo à partir de 2018.
Logo alternatif à partir de 2018.

## Joueurs et personnalités du club

### Effectif 2025
| Poste            | Nom                 | Naissance  | Nationalité sportive | International | Dernier club       | Arrivée au club (année) |
| ---------------- | ------------------- | ---------- | -------------------- | ------------- | ------------------ | ----------------------- |
| Pilier           | John-Roy Jenkinson  | 26/03/1991 | Afrique du Sud       | -             | Rugby ATL          | 2024                    |
| Pilier           | Foster Dewitt       | 26/05/1996 | Canada               | 1 (0)         | Westshore RFC      | 2022                    |
| Pilier           | Kaleb Geiger        | 04/05/1996 | États-Unis           | 2 (0)         | Rugby New York     | 2024                    |
| Pilier           | Cole Keith          | 07/05/1997 | Canada               | 29 (0)        | Toronto Arrows     | 2023                    |
| Pilier           | Kyle Steeves        | 31/01/2000 | Canada               | 1 (0)         | Dallas Jackals     | 2025                    |
| Pilier           | Kyle Ciquera        | 14/06/1997 | États-Unis           | -             | Formé au club      | 2019                    |
| Talonneur        | Mason Koch          | 27/08/1997 | États-Unis           | -             | Chicago Hounds     | 2024                    |
| Talonneur        | Andrew Quattrin     | 29/08/1996 | Canada               | -             | Toronto Arrows     | 2023                    |
| Deuxième ligne   | Kyle Baillie        | 07/04/1991 | Canada               | 28 (15)       | Old Glory DC       | 2024                    |
| Deuxième ligne   | Conor Keys          | 09/07/1996 | Canada               | 16 (0)        | Rugby ATL          | 2023                    |
| Deuxième ligne   | Josh Larsen         | 04/04/1994 | Canada               | 15 (0)        | Austin Gilgronis   | 2019                    |
| Deuxième ligne   | Jackson Thiebes     | 15/02/1994 | États-Unis           | -             | Formé au club      | 2019                    |
| Deuxième ligne   | Piers von Dadelszen | 25/03/2000 | Canada               | 4 (0)         | Formé au club      | 2024                    |
| Troisième ligne  | Jaco Bezuidenhout   | 05/01/1997 | Afrique du Sud       | -             | Houston SaberCats  | 2024                    |
| Troisième ligne  | Wian Conradie       | 14/10/1994 | Namibie              | 17 (25)       | Gloucester         | 2022                    |
| Troisième ligne  | Cam Davidowicz      | 06/02/1996 | États-Unis           | -             | Manawatu           | 2022                    |
| Troisième ligne  | Ethan Fryer         | 27/05/2001 | Canada               | -             | Washington Loggers | 2022                    |
| Troisième ligne  | Mitchell Jacobson   | 13/01/1996 | Nouvelle-Zélande     | -             | Waikato            | 2023                    |
| Troisième ligne  | Jed Melvin          | 13/12/2000 | Nouvelle-Zélande     | -             | North Harbour      | 2024                    |
| Troisième ligne  | Martín Sigren       | 14/05/1996 | Chili                | 37 (30)       | Doncaster Knights  | 2024                    |
| Troisième ligne  | Jero Gomez Vara     | 10/01/2001 | Argentine            | -             | Dallas Jackals     | 2025                    |
| Demi de mêlée    | Will Chevalier      | 18/09/2000 | États-Unis           | -             | Chicago Lions      | 2024                    |
| Demi de mêlée    | Oscar Lennon        | 15/05/2000 | Angleterre           | -             | Bristol Bears      | 2024                    |
| Demi de mêlée    | Cameron Kelemeti    | 20/09/1999 | Fidji                | -             | Newcastle Falcons  | 2024                    |
| Demi de mêlée    | John Poland         | 29/11/1996 | Irlande              | -             | Munster            | 2019                    |
| Demi de mêlée    | Holden Yungert      | 17/07/1993 | États-Unis           | -             | NOLA Gold          | 2022                    |
| Demi d'ouverture | Jayson Potroz       | 26/11/1991 | Nouvelle-Zélande     | -             | Taranaki           | 2024                    |
| Demi d'ouverture | Danyon Puterangi    | 19/07/1996 | Nouvelle-Zélande     | -             | North Harbour      | 2024                    |
| Centre           | Le Roux Malan       | 31/03/1999 | Namibie              | 4 (0)         | Sharks             | 2022                    |
| Centre           | Gabe Casey          | 15/07/1999 | Canada               | 3 (0)         | Formé au club      | 2024                    |
| Centre           | Ben LeSage          | 24/11/1995 | Canada               | 19 (0)        | LA Giltinis        | 2023                    |
| Centre           | Wayne Van der Bank  | 07/01/1997 | Afrique du Sud       | -             | Pumas              | 2022                    |
| Ailier           | Paula Balekana      | 18/05/1993 | Fidji                | -             | Houston SaberCats  | 2022                    |
| Ailier           | Zach Bastres        | 12/07/1999 | États-Unis           | -             | Formé au club      | 2022                    |
| Ailier           | Isaac Olson         | 01/07/2000 | Canada               | 1 (0)         | Okanagan RFC       | 2022                    |
| Arrière          | Killan Coghlan      | 04/07/2000 | Irlande              | -             | Cork Constitution  | 2024                    |
| Arrière          | Reece MacDonald     | 10/12/1997 | Nouvelle-Zélande     | -             | Gordon             | 2023                    |

### Joueurs internationaux à XV
- Josh Larsen (en)
- Dougie Fife
- Naulia Dawai
- Kensuke Hatakeyama
- Wian Conradie
- Donald Brighouse (en)
- Tolu Fahamokioa (en)
- Jack Ram
- Ben Landry
- Tadhg Leader (en)
- Deion Mikesell
- Tony Purpura (en)
- Vili Toluta’u (en)

### Autres joueurs
- Sef Fa'agase (en)
- Simon Courcoul (en)
- Sam Beard (en)
- Beaudein Waaka (en)
- Tera Mtembu (en)

## Bilan par saison
| Saison | Classement | Conférence | Pts | MJ | V  | N | D | PM  | PE  | Diff  | B  | Phase finale                              |
| ------ | ---------- | ---------- | --- | -- | -- | - | - | --- | --- | ----- | -- | ----------------------------------------- |
| 2020   | 6e         | Est        | 9   | 5  | 1  | 0 | 4 | 139 | 158 | - 19  | 5  | saison annulée                            |
| 2021   | 4e         | Est        | 48  | 16 | 10 | 0 | 6 | 360 | 332 | + 32  | 8  | non qualifié                              |
| 2022   | 1er        | Est        | 62  | 16 | 13 | 0 | 3 | 454 | 328 | + 126 | 8  | Battu en demi-finale par New York (16-24) |
| 2023   | 1er        | Est        | 68  | 16 | 14 | 0 | 2 | 556 | 273 | + 283 | 12 | Champion                                  |
| 2024   | 1er        | Est        | 55  | 16 | 11 | 0 | 5 | 463 | 344 | + 119 |    | Champion                                  |
| 2025   | 1er        | Est        | 45  | 13 | 9  | 0 | 5 | 350 | 274 | + 76  | 9  | Champion                                  |